# Monticalia
Monticalia es un género de plantas herbáceas perteneciente a la familia de las asteráceas. Comprende 85 especies descritas y de estas, solo 10 aceptadas.

## Taxonomía
El género fue descrito por Charles Jeffrey y publicado en Kew Bulletin 47: 69. 1992.

## Algunas especies aceptadas
A continuación se brinda un listado de las especies del género Monticalia aceptadas hasta julio de 2012, ordenadas alfabéticamente. Para cada una se indica el nombre binomial seguido del autor, abreviado según las convenciones y usos.
- Monticalia arbutifolia (Kunth) C.Jeffrey
- Monticalia empetroides (Cuatrec.) C.Jeffrey
- Monticalia micropachyphyllus (Cuatrec.) C. Jeffrey
- Monticalia mutisii (Cuatrec.) C.Jeffrey
- Monticalia myrsinites (Turcz.) C.Jeffrey
- Monticalia nitida (Kunth) C.Jeffrey
- Monticalia peruviana (Pers.) C.Jeffrey
- Monticalia pulchella (Kunth) C.Jeffrey
- Monticalia rosmarinifolia (Benth.) C.Jeffrey
- Monticalia stuebelii (Hieron.) C.Jeffrey